# Chorokowa
Chorokowa – część wsi Chotelek w Polsce, położona w województwie świętokrzyskim, w powiecie buskim, w gminie Busko-Zdrój.
W latach 1975–1998 Chorokowa administracyjnie należała do województwa kieleckiego.